# ویروس جی‌سی
ویروس جی‌سی (نام علمی: JC virus) نام یک گونه از پولیوماویروس‌هاست که در سال ۱۹۶۵ میلادی با استفاده از میکروسکوپ الکترونی کشف شد. این ویروس نامش را از حروف اول نام و نام‌خانوادگی «جان کانینگهام» (بیماری که ویروس را از بدنش کشت کردند) می‌گیرد. این ویروس موجب بروز بیماری «لکودیستروفی چندکانونی پیشرونده» (PML) در افرادی که دچار نقص ایمنی (مثلاً مبتلایان به ایدز یا دریافت‌کنندگان داروهای تضعیف سیستم ایمنی بدنبال پیوند عضو) می‌گردد.